# فابيان كيزيتو
فابيان كيزيتو (بالإنجليزية: Fabian Kizito)‏ هو لاعب كرة قدم أوغندي في مركز الهجوم، ولد في 26 يوليو 1991 في كامبالا في أوغندا. شارك مع منتخب أوغندا لكرة القدم.

## وصلات خارجية
- فابيان كيزيتو على موقع الاتحاد الدولي (مؤرشف)  (الإنجليزية)
- فابيان كيزيتو على موقع قاعدة بيانات كرة القدم.إي يو (الإنجليزية)
- فابيان كيزيتو على موقع ناشيونال فوتبول تيمز (الإنجليزية)
- فابيان كيزيتو على موقع Soccerway.com (الإنجليزية)